# Dom pracowniczy kopalni „Kleofas” w Katowicach
Dom pracowniczy kopalni „Kleofas” w Katowicach – budynek dawnego domu pracowniczego dla górników kopalni „Kleofas”, obecnie budynek handlowo-usługowy, położony w Katowicach przy ulicy Gliwickiej 204, na terenie dzielnicy Załęże. Powstał około 1907 roku i ma w sobie cechy historyzujące bądź secesji. Inwestorem gmachu była spółka Georg von Giesches Erben.

## Historia
Budynek został wybudowany w 1907 roku (bądź około 1907 roku) jako dom pracowniczy (niem. Arbeiterheim) dla pracowników kopalni węgla kamiennego „Cleophas” (późniejsza kopalnia „Kleofas”). Inwestorem budynku była spółka Georg von Giesches Erben. Nie zachował się projekt budynku, dlatego też nie jest znany jego autor – za ten projekt mogli odpowiadać związani ze spółką Emil i Georg Zillmannowie, a według Gintera Pierończyka budowniczym gmachu był Johann Wutz.
Pierwotnie gmach został przeznaczony dla pracowników przyjezdnych. Nie tylko pełnił funkcje noclegowe, ale był także siedzibą towarzystw kulturalnych i sportowych. Zachowała się kartka pocztowa prezentująca gmach, na której ukazane jest również boisko piłkarskie.
Pomiędzy 1920 a 1924 rokiem (bądź około 1920 roku) budynek został rozbudowany o drugie skrzydło. Po II wojnie światowej gmach przekształcono w hotel robotniczy dla pracowników kopalni „Kleofas”. W latach 70. XX wieku przy gmachu od strony ulicy Gliwickiej powstała przybudówka, w której urządzono sklep „G” przeznaczony dla górników. W gmachu tym działało też przedszkole, a także placówka ORMO.

## Charakterystyka

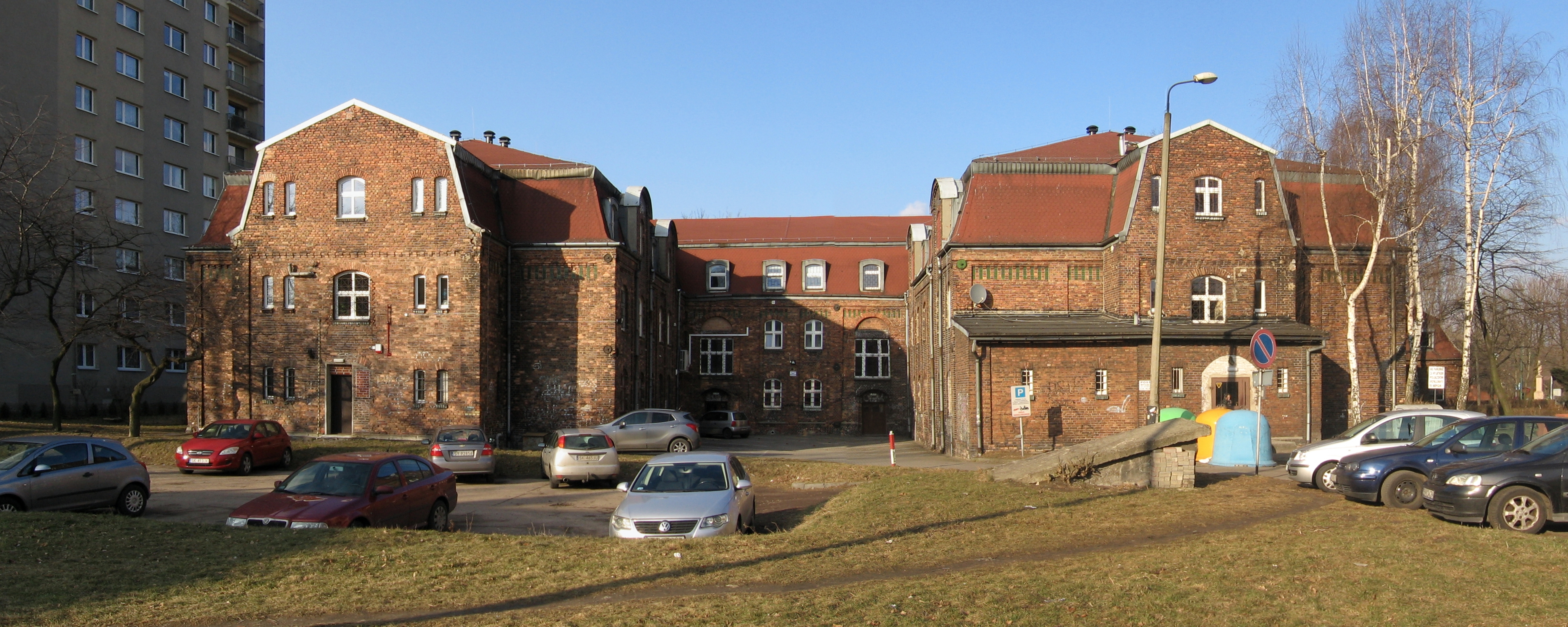
Widok na dom pracowniczy od strony południowej (2018)

Dom pracowniczy kopalni „Kleofas” położony jest przy ulicy Gliwickiej 204 w katowickiej dzielnicy Załęże. Jest to obiekt murowany z cegły, zwieńczony dachem dwu- i czterospadowym mansardowym. Pod względem architektonicznym ma w sobie cechy historyzujące bądź secesji. Posiada takie detale architektoniczne, jak: szczyty, ryzality czy artykulacje pionowe wyróżnione lizenami. Powierzchnia użytkowa budynku wynosi 3 157 m², powierzchnia zabudowy zaś 1 585 m². Gmach ma trzy kondygnacje nadziemne i podpiwniczenie.
Budynek w momencie powstania był bardzo nowoczesny – wyposażony był w pełne zaplecze kuchenne oraz dużą salę widowiskową ze sceną. Był on także podłączony do centralnego ogrzewania zasilanego z kotłowni węglowej znajdującej się przy osiedlowej piekarni.
Gmach dawnego domu pracowniczego pełni obecnie funkcje handlowo-usługowo-gastronomiczne. W dawnym zapleczu kuchennym mieści się piwiarnia, główny budynek jest zaś siedzibą różnych przedsiębiorstw. W połowie kwietnia 2022 roku w systemie REGON przy ulicy Gliwickiej 204 swoją siedzibę miały 92 aktywne podmioty gospodarcze, w tym Śląsko-Dąbrowska Spółka Mieszkaniowa, ponad 60 wspólnot mieszkaniowych, placówki finansowe, przedsiębiorstwa wielobranżowe, pracownie reklamy, gabinet stomatologiczny, szklarz, związki zawodowe i inne.
Gmach wpisany jest do gminnej ewidencji zabytków miasta Katowice.